# 三志郎
三志郎（さんしろう、1984年1月31日 - ）は日本のプロマジシャン、タレント、映像クリエイター。テレビ朝日映像株式会社のマネージメント部門「TAP CAST」所属。

## 来歴
小学5年生の頃よりマジックを初め、独学でマジックを学ぶ。
中学生時代は、地元沖縄の老人ホームや保育園などでマジックを披露する。高校生になってからは、「高校生マジシャン」としてイベントや企業パーティーに出演、琉球放送や沖縄テレビといった地元テレビ局にも出演。高校卒業後は上京、マジシャン専門プロダクションのウィザードイン（東京都渋谷区）に所属。
東急ハンズでのマジックグッズ実演販売などを担当するが、2003年に所属を離れる。レギュラー出演したNHK Eテレ「ニャンちゅうワールド放送局」他、マジックを教えるキャラクター「さんしろう」としてEテレの各番組に出演。
映像クリエイターとしてCMやテレビ番組の演出や撮影も手掛ける。映画「シン・ゴジラ」ではオフィシャルメイキングカメラを担当。2012年から2019年まではワハハ本舗に所属していた。

## 出演
- TV

2022年（令和4年）NHK『超絶神業！マジックバトル新春ＬＩＶＥ』に出演。
超絶神業!マジックバトル冬の陣/NHK
超絶神業!マジックバトル夏の陣/NHK
所さんの学校では教えてくれないそこんトコロ!/TX
みんなDEどーもくん!/NHK BSプレミアム
オスカル！はなきんリサーチ/テレビ朝日
神業革命!スーパー4Kマジック/BS朝日
今夜はナゾトレ/フジテレビ
ワンワンパッコロ!キャラともワールド/NHK
ニャンちゅうワールド放送局/NHK Eテレ
東京女子流スレスレTV!!/BSフジ
次世代マジシャン神業列伝/BSNTV
GOD HAND/テレビ朝日
W-1超魔術世界一決定戦/フジテレビ
Asian Ace/TBS
スーパーニュース/フジテレビ
新・科捜研の女/テレビ朝日
USO!?ジャパン/TBS
ほんじゃに!/関西テレビ
- EVENT

客船にっぽん丸・クルーズショー
ぱしふぃっく びいなす・クルーズショー
横浜・八景島シーパラダイス
マッスルミュージカル
Christian Dior
CHIVAS NIGHT2006
NOKIA NIGHT IN TOKYO
三越日本橋本店「大黄金展」
- MAGAZINE

2年の学習（学研）
anan（マガジンハウス）
週刊アサヒ芸能（徳間書店）
いきなりマジック塾（宝島社）
- マジックコーディネート

松任谷由実ライブツアー2016-2017
おかあさんといっしょスペシャルステージ2016
東京女子流プレミアムライブ
オリンパス「THE ICE2010」
TBS/明智小五郎対怪人二十面相
テレビ朝日/新・科捜研の女
YouTubeFanFest2019/あさぎーにょ
- CM
  - アルバム DIVA （avex ）
- PV
  - EXILE TiAmo
- 演出・撮影など

dtv | ARAMAKI ANOTHER WOLD（ロケ技術）
dtv | シドSID（ロケ技術）
dtv | KEVIN王子様（ロケ技術）
dtv | KMENS PRDISE（ロケ技術）
パシフィコ横浜 | PRムービー
Samantha Thavasa | SNS PRムービー
横浜・八景島シーパラダイス | シーパラ超魔術団
旭化成ホームプロダクツ | ジップロック Web CM
アサヒビール | 樽ハイ倶楽部 Web・TV CM
日清 | 麺なしどん兵衛 Web CM
ピザハット | Web CM
TOWN WORK | SNS PRムービー
映画「シン・ゴジラ」オフィシャルメイキングカメラ
BS朝日|神業革命！スーパー4Kマジック（ロケ技術）
NTTぷらら | Web CM
宇部興産 | Web CM
映画「X-MEN フューチャー＆パスト」Web CM
20世紀FOX|「ストレイン」Web CM
映画「ナイトミュージアム」Web CM
20世紀FOX|「スリーピー・ホロウ」Web CM